# برافزایش (زمین‌شناسی)

همگرایی پوسته‌های اقیانوسی- قاره‌ای و ایجاد گوهٔ برافزایشی

برافزایش (انگلیسی: Accretion) فرآیندی است که طی آن مواد به‌طور پیوسته در منطقه فرورانش به صفحه زمین‌ساختی اضافه می‌شود و این فرایند اغلب در لبه خشکسارهای قاره‌ای دیده می‌شود. مواد اضافه‌شده ممکن است از نوع رسوبی، کمان آتشفشانی، دریاکوه، پوسته اقیانوسی یا سایر پدیده‌های آذرین باشد.

## ویژگی‌ها
برافزایش شامل افزوده‌شدن مواد به یک صفحه زمین‌ساختی از طریق فرورانش است؛ فرآیندی که در آن هنگام برخورد دو صفحه، یک صفحه تحت فشار قرار می‌گیرد. صفحه فرورانده، به صفحه فوقانی و اصلی فشار داده می‌شود. رسوب‌های موجود در کف اقیانوس در صفحه فرورانده، اغلب با پایین آمدن صفحه خراشیده می‌شود. این مواد جمع‌شده را گوهٔ برافزایشی یا منشور برافزایشی می‌نامند که در مقابل به صفحه بالایی فشار داده شده و به آن متصل می‌شود. علاوه بر رسوبات انباشته‌شده اقیانوس، کمان‌های جزیره‌ای آتشفشانی یا کوه‌های دریایی موجود در صفحه فرورانده نیز ممکن است بر روی پوسته قاره‌ای موجود در صفحه بالاتر ادغام شده و باعث افزایش خشکسار قاره‌ای شود.

## ساختمان قاره
پوسته قاره‌ای تفاوت قابل توجهی با پوسته اقیانوسی دارد. پوسته اقیانوسی عمدتاً از سنگ‌های بازالتی تشکیل شده‌است که چگالی بالاتری نسبت به سنگ‌های تشکیل‌دهنده بخش عمده پوسته قاره‌ای دارند. چگالی کمان‌های جزیره‌ای و دیگر سنگ‌های آتشفشانی نیز کمتر از پوسته اقیانوسی است و بنابراین به راحتی همراه با پوسته اقیانوسی که آن‌ها را احاطه کرده‌است، فرورانده نمی‌شوند. درعوض، این تکه‌های پوسته با چگالی کمتر با پوسته قاره‌ای موجود در صفحه فوقانی پس از فرورانش کامل پوسته اقیانوسی که آن‌ها را جدا می‌کند، برخورد خواهند کرد. بیشتر قاره‌ها از چندین زمینگان تشکیل شده‌اند که قطعات پوسته قاره‌ای کم‌چگالی با منشأهای مختلف است. برای نمونه، آمریکای شمالی از چندین زمینگان برافزایشی تشکیل شده‌است که با قاره اولیه لورنتیا برخورد کرده‌است. زمینگان‌های برافزایشی در امتداد مرزهای صفحه فرورانش جدید شامل مجموعه برافزایشی نانکایی در ژاپن (فرورانش صفحه دریای فیلیپین به زیر صفحه اوراسیا)، پشته باربادوس در کارائیب (فرورانش صفحه کارائیب به زیر صفحه آمریکای شمالی) و پشته مدیترانه (فرورانش صفحه آفریقا به زیر صفحه اوراسیا) است. این نمونه‌های زمین‌های برافزایشی همگی شامل گوه‌های برافزایشی نیز هستند.